# Biskupiec
Biskupiec là một thị trấn thuộc huyện Olsztyński, tỉnh Warmińsko-Mazurskie ở đông-bắc Ba Lan. Thị trấn có diện tích 5 km². Đến ngày 1 tháng 1 năm 2011, dân số của thị trấn là 10329 người và mật độ 2066 người/km².